# 中瀬理香
たかすぎ 梨香（たかすぎ りか）は、日本の女性アニメ脚本家。
様々なジャンルのテレビアニメに脚本、またはシリーズ構成で参加しており、傾向としては少女が主人公である作品に携わる方が多い。中瀬理香名義の作品もあるが2023年以降はたかすぎ梨香名義を使っている。十川誠志と共作する際の名義に十川 梨香（そご りか）がある。

## 参加作品

### テレビアニメ
1996年
- こどものおもちゃ（1996年 - 1998年、脚本）

2000年
- とっとこハム太郎（2000年 - 2006年、脚本）

2001年
- フルーツバスケット（シリーズ構成・脚本）
- Dr.リンにきいてみて!（2001年 - 2002年、脚本）

2002年
- プリンセスチュチュ（2002年 - 2003年、脚本）
- 満月をさがして（2002年 - 2003年、脚本）
- SAMURAI DEEPER KYO（脚本）

2003年
- アソボット戦記五九（シリーズ構成（第21話 - 第36話）・脚本）
- ヤミと帽子と本の旅人（脚本）
- GAD GUARD（脚本）
- 高橋留美子劇場（脚本）
- カレイドスター（脚本）
- ふたつのスピカ（2003年 - 2004年、脚本）
- マーメイドメロディー ぴちぴちピッチシリーズ （2003年 - 2004年、脚本）
- デ・ジ・キャラットにょ（2003年 - 2004年、脚本）
- コロッケ!（2003年 - 2005年、脚本）

2004年
- げんしけん（脚本）
- 爆裂天使（脚本）
- マシュマロ通信（2004年 - 2005年、シリーズ構成・脚本）
- Get Ride! アムドライバー（2004年 - 2005年、脚本）
- BLEACH（2004年 - 、脚本）
- ネポス・ナポス（2004年 - 2006年、脚本）

2005年
- ギャラリーフェイク（脚本）
- ふしぎ星の☆ふたご姫（2005年 - 2006年、シリーズ構成・脚本）
- アイシールド21（2005年 - 2008年、脚本）
- 銀盤カレイドスコープ（脚本）
- ToHeart2（脚本）
- 銀牙伝説WEED（脚本）
- 南の島の小さな飛行機 バーディー（2005年 - 、脚本）

2006年
- ひぐらしのなく頃に（脚本）
- きらりん☆レボリューション（2006年 - 2009年、脚本）
- ふしぎ星の☆ふたご姫 Gyu!（2006年 - 2007年、シリーズ構成・脚本）
- アクビガール（脚本）
- ゴーストハント（脚本）

2007年
- ロケットガール（シリーズ構成・脚本）
- キスダム -ENGAGE planet-（脚本）
- 桃華月憚（脚本）
- ひぐらしのなく頃に解（脚本）

2008年
- 純情ロマンチカ（シリーズ構成・脚本）
- ゼロの使い魔 〜三美姫の輪舞〜（脚本）
- 純情ロマンチカ2（シリーズ構成・脚本）

2009年
- かなめも（シリーズ構成・脚本）

2010年
- WORKING!!（脚本）

2011年
- 世界一初恋（シリーズ構成・脚本）
- 世界一初恋2（シリーズ構成・脚本）
- 機動戦士ガンダムAGE（脚本）

2012年
- 緋色の欠片（脚本）
- 緋色の欠片 第二章（脚本）
- 新世界より（脚本）

2013年
- 京騒戯画（脚本）
- たまごっち! みらくるフレンズ（2013年 - 2014年、脚本）
- ファイ・ブレイン 神のパズル 第3シリーズ（脚本）

2014年
- GO-GO たまごっち!（脚本）
- 金色のコルダ Blue♪Sky（脚本）

2015年
- Dance with Devils（脚本）

2016年
- リルリルフェアリル〜妖精のドア〜（脚本）

2020年
- number24（シリーズ構成・脚本）
- うちタマ?! 〜うちのタマ知りませんか?〜（脚本）

2024年
- 来世は他人がいい（シリーズ構成・脚本）

2025年
- 誰ソ彼ホテル（脚本）
- 美男高校地球防衛部ハイカラ!（脚本）

### OVA
- 世界一初恋 〜小野寺律の場合〜 （2011年）シリーズ構成・脚本

### 小説
- カレイドスター ポリスのすごい結婚式
- リルリルフェアリル トゥインクル スピカと魔法のドレス
- リルリルフェアリル トゥインクル スピカと恋するケーキ

### 実写映画
- ぼくは勉強ができない （1996年）
- 少林少女 （2008年）※十川誠志と共作